# Брайан, Маргарет
Маргарет Брайан (Margaret Bryan, годы активности — около 1815) — британская естествознатель и педагог, автор стандартных научных учебников.
Год рождения Маргарет неизвестен; предположительно, до 1760. Её опубликованные работы датируются от 1797 до 1815 года. Брайан была красивой и талантливой учительницей. В 1797 году она опубликовала in-quarto, по подписке, Compendious System of Astronomy, с портретом себя и двух дочерей, как фронтиспис, выгравированый Наттером с миниатюры Сэмюэля Шелли. Миссис Брайан посвятила книгу своим ученикам. Лекции, из которых состояла книга, хвалил Чарльз Хаттон. Позже была выпущена версия книги «в одну восьмую». The Critical Review опубликовал её ответ на статью, увиденную ею в этом журнале.
В 1806 году госпожа Брайан опубликовала, также по подписке и в четверть листа, лекции по натурфилософии (Тринадцать лекций по гидростатике, оптике, пневматике и акустике — Lectures on Natural Philosophy), с портретом писательницы, выгравированном Хитом (Heath) по картине Т. Кирсли (Kearsley); в публикации было упомянуто, что «миссис Брайан воспитывает девушки в Блэкхите». В 1815 году госпожа Брайан выпустила Astronomical and Geographical Class Book for Schools. Беседы по химии (Conversations on Chemistry), опубликованные анонимно в 1806 году, также приписывают ей Уоттом и Biographical Dictionary of Living Authors (1816).
Школа миссис Брайан, судя по всему, была расположена в одно время в Блэкхите, позже на 27 Lower Cadogan Place, недалеко от Гайд-парка, и, наконец, в Маргите.